# 陈鲁豫
陈鲁豫（1970年6月12日—），常简称鲁豫，女，回族，祖籍河南周口，生於上海，成長於北京，中國大陸主持人，記者，2002-2022年，主持谈话节目《鲁豫有约》。2023年起，主持播客《岩中花述》（2023-）。。

## 經歷

### 事业
1993年毕业于北京广播学院（今中国传媒大学）外语系。因获得北京市申办2000年奥林匹克运动会时举办的英语比赛第一名而一举成名，紧接着直接进入中央电视台《艺苑风景线》栏目担当主持人。陈鲁豫于1995年赴美国留学一年。1996年，陈鲁豫加盟凤凰卫视。

### 感情
陈鲁豫在美国期間曾与一美籍男子在1995年結婚，1999年离婚。2002年，她和初恋男友朱雷在香港注册结婚，但2013年传出分手。2019年，陈鲁豫和阿云嘎传出绯闻，当时陈鲁豫否认，表示两人是同一间经纪公司的同事。2022年12月，狗仔曝陈鲁豫与阿云嘎已经交往且同居数年。

## 爭議
- 2008年汶川地震期間，陈鲁豫采访灾区时的穿着和言行受到有些人批評[7]。
- 2009年其主持能力备受网友质疑，受到「問話乾澀」、「主持沒內容」等評價。該年更是被天涯网络社区的网友评为年度「最恶心女艺人」[8][9]。

## 主持经历
| 年份   | 頻道       | 節目                               | 備註                                       |
| ------ | ---------- | ---------------------------------- | ------------------------------------------ |
|        | 中央电视台 | 《艺苑风景线》                     | 第一个节目，旅游节目主持                   |
| 1996年 | 凤凰卫视   | 《音乐无限》                       |                                            |
|        | 凤凰卫视   | 《香港回归世纪报道——60小时播不停》 |                                            |
|        | 凤凰卫视   | 《凤凰早班车》                     |                                            |
|        | 凤凰卫视   | 《戴安娜王妃葬礼直播》             | 即时旁述                                   |
|        | 凤凰卫视   | 《一点两岸三地谈》                 |                                            |
|        | 凤凰卫视   | 《VIP会客室》                      |                                            |
|        | 凤凰卫视   | 《鲁豫有约：说出你的故事》         |                                            |
| 2002年 | 南京电视台 | 《汰弱留强·智者为王》              | 遊戲節目                                   |
| 2013年 | 安徽卫视   | 《超级演说家》                     | 語言競技類真人秀节目，担任节目導師與總編制 |
|        | 北京衛視   | 《我是演說家》                     |                                            |
| 2019年 | 優酷       | 《豫見·後來》                      |                                            |

## 获奖
- 1994年，获“中央电视台最受欢迎的十大节目主持人”称号
- 2000年，当选《新周刊》“2000中国电视节目榜”最佳年度女主持人[10]
- 2001年，当选《新周刊》“2000中国电视节目榜”最佳新闻主播及专题类节目女主持人
- 2004年，获得《GOOD好主妇》杂志评选的“最有影响力女性”称号
- 2005年，当选《新周刊》2005年电视节目榜之最佳主持人，荣获第一届主持人颁奖典礼之最佳专访类节目主持人奖
- 2006年，当选2006凤凰卫视最佳主持人，《鲁豫有约》获《新周刊》2006中国电视榜之“最具亲和力谈话节目”
- 2007年，荣获香港《旭茉Jessica》杂志评选的“2007 Most Successful Women”称号
- 2010年，入選中國國家形象宣傳片人物。

## 作品
- 《陈鲁豫——心相约》2003年，
- 《心相约》（新版）2006年。
- 《豫约》电子杂志 （2007年上线）

## 参与影视作品
- 2006年 《爱情呼叫转移》

## 社會活動
- 2008年5月12日，從四川採訪後，以個人名義對中華慈善總會捐款十五萬人民幣。
- 2008年5月30日，主持四川廣電集團、鳳凰、成都等電視台所承辦的特別節目。

## 軼事
陈鲁豫的髮型被網民認為與2024年巴黎奧運的標誌相似。